# Gregs Tagebuch
Gregs Tagebuch (englisch Diary of a Wimpy Kid) (deutsche Übersetzung=Tagebuch eines erbärmlichen Kindes) ist eine Kinderbuch-Reihe von Jeff Kinney, die ehemals für Erwachsene gedacht war. Der Autor selbst bezeichnet sein Werk als Comic-Roman; in den Büchern wird Text mit Comiczeichnungen gemischt. Die einzelnen Geschichten sind an tatsächliche Erlebnisse aus der Kindheit des Autors angelehnt. Die Bücher wurden von Collin McMahon und Dietmar Schmidt übersetzt. Bislang sind in Deutschland 19 Bände erschienen sowie Freundebücher und ähnliches und 3 Bände der Reihe Ruperts Tagebuch.

## Bücher
Die Bücher aus der Reihe Gregs Tagebuch heißen:
- Von Idioten umzingelt! (= Gregs Tagebuch). Baumhaus Verlag, Köln 2008, ISBN 978-3-8339-3632-6 (englisch: Diary of a Wimpy Kid. Übersetzt von Collin McMahon).
- Gibt’s Probleme? (= Gregs Tagebuch. Band 2). Baumhaus Verlag, Köln 2008, ISBN 978-3-8339-3633-3 (englisch: Diary of a Wimpy Kid – Rodrick Rules. Übersetzt von Collin McMahon).
- Jetzt reicht’s! (= Gregs Tagebuch. Band 3). Baumhaus Verlag, Köln 2009, ISBN 978-3-8339-3634-0 (englisch: Diary of a Wimpy Kid: The Last Straw. Übersetzt von Collin McMahon).
- Ich war’s nicht! (= Gregs Tagebuch. Band 4). Baumhaus Verlag, Köln 2010, ISBN 978-3-8339-3635-7 (englisch: Dog Days. Übersetzt von Collin McMahon).
- Geht’s noch? (= Gregs Tagebuch. Band 5). Baumhaus Verlag, Köln 2011, ISBN 978-3-8339-3636-4 (englisch: The Ugly Truth. Übersetzt von Dietmar Schmidt).
- Keine Panik! (= Gregs Tagebuch. Band 6). Baumhaus Verlag, Köln 2011, ISBN 978-3-8339-3637-1 (englisch: Cabin Fever. Übersetzt von Dietmar Schmidt).
- Dumm gelaufen! (= Gregs Tagebuch. Band 7). Baumhaus Verlag, Köln 2012, ISBN 978-3-8339-3631-9 (englisch: The Third Wheel. Übersetzt von Dietmar Schmidt).
- Echt übel! (= Gregs Tagebuch. Band 8). Baumhaus Verlag, Köln 2013, ISBN 978-3-8339-3649-4 (englisch: Hard Luck. Übersetzt von Dietmar Schmidt).
- Böse Falle! (= Gregs Tagebuch. Band 9). Baumhaus Verlag, Köln 2014, ISBN 978-3-8339-3650-0 (englisch: The Long Haul. Übersetzt von Dietmar Schmidt).
- So ein Mist! (= Gregs Tagebuch. Band 10). Baumhaus Verlag, Köln 2015, ISBN 978-3-8339-3651-7 (englisch: Old School. Übersetzt von Dietmar Schmidt).
- Alles Käse! (= Gregs Tagebuch. Band 11). Baumhaus Verlag, Köln 2016, ISBN 978-3-8339-3652-4 (englisch: Double Down. Übersetzt von Dietmar Schmidt).
- Und tschüss! (= Gregs Tagebuch. Band 12). Baumhaus Verlag, Köln 2017, ISBN 978-3-7857-5557-0  (englisch: The Getaway. Übersetzt von Dietmar Schmidt).
- Eiskalt erwischt! (= Gregs Tagebuch. Band 13). Baumhaus Verlag, Köln 2018, ISBN 978-3-8339-3659-3 (englisch: The Meltdown. Übersetzt von Dietmar Schmidt).
- Voll daneben! (= Gregs Tagebuch. Band 14). Baumhaus Verlag, Köln 2019, ISBN 978-3-8339-0607-7 (englisch: Wrecking Ball. Übersetzt von Dietmar Schmidt).
- Halt mal die Luft an! (= Gregs Tagebuch. Band 15). Baumhaus Verlag, Köln 2020, ISBN 978-3-8339-0636-7 (englisch: The Deep End. Übersetzt von Dietmar Schmidt).
- Volltreffer! (= Gregs Tagebuch. Band 16). Baumhaus Verlag, Köln 2021, ISBN 978-3-8339-0680-0 (englisch: Big Shot. Übersetzt von Dietmar Schmidt).
- Voll aufgedreht! (= Gregs Tagebuch. Band 17). Baumhaus Verlag, Köln 2022, ISBN 978-3-8339-0750-0 (englisch: Diper Överlöde. Übersetzt von Dietmar Schmidt).
- Kein Plan von nix (= Gregs Tagebuch. Band 18). Baumhaus Verlag, Köln 2023, ISBN 978-3-8339-0790-6 (englisch: No Brainer. Übersetzt von Dietmar Schmidt).
- So ein Schlamassel! (= Gregs Tagebuch. Band 19). Baumhaus Verlag, Köln 2024, ISBN 978-3-8339-0921-4 (englisch: Hot Mess. Übersetzt von Dietmar Schmidt).
- Bock auf Party? (= Gregs Tagebuch. Band 20). Baumhaus Verlag, Köln 2025, ISBN 978-3-8339-1061-6 (englisch: Party Pooper. Übersetzt von Dietmar Schmidt).
- Ruperts Tagebuch – Zu nett für diese Welt!: Jetzt rede ich, Baumhaus Verlag, Köln 2019, ISBN 978-3-8339-0601-5 (englisch: Diary of an Awesome Friendly Kid: Rowley Jefferson's Journal. Übersetzt von Dietmar Schmidt).
- Rupert präsentiert: Ein echt wildes Abenteuer, Baumhaus Verlag, Köln 2020, ISBN 978-3-8339-0637-4 (englisch: Rowley Jefferson's Awesome Friendly Adventure. Übersetzt von Dietmar Schmidt).
- Rupert präsentiert: Echt unheimliche Gruselgeschichten, Baumhaus Verlag, Köln 2021, ISBN 978-3-8339-0684-8 (englisch: Rowley Jefferson's Awesome Friendly Spooky Stories. Übersetzt von Dietmar Schmidt).
- Meine bekloppten besten Freunde (= Gregs Tagebuch). Baumhaus Verlag, Köln 2009, ISBN 978-3-8339-3638-8 (englisch: Do-It-Yourself Book. Übersetzt von Collin McMahon).
- Endlich berühmt! Gregs Filmtagebuch. Wie Greg zum Filmstar wurde. Baumhaus Verlag, Köln 2010, ISBN 978-3-8339-3639-5 (englisch: The Wimpy Kid Movie Diary. Übersetzt von Collin McMahon).
- Greg und mein Tagebuch/Mach’s wie Greg! (= Gregs Tagebuch). Baumhaus Verlag, Köln 2011, ISBN 978-3-8339-0076-1 (englisch: The Wimpy Kid Do-It-Yourself Book. Übersetzt von Collin McMahon).

## Personen
- Gregory „Greg“ Heffley, ist die Hauptfigur der Bücherreihe. Er ist 11–14 Jahre alt und er steht vor Schwierigkeiten in der Junior-Highschool. Greg ist faul, selbstsüchtig, etwas gierig und findet, dass Erwachsene eigentlich nicht ernst zu nehmen sind. Teilweise scheint er zu glauben, dass er reifer als manche seiner Altersgenossen ist. Sein bester Freund heißt Rupert.
- Rupert Jefferson ist Gregs bester Freund, aber Greg wundert sich oft, wie sie überhaupt Freunde werden konnten. Er hat komische Interessen für sein Alter, wie etwa Dinoblaster-Actionfiguren. Außerdem ist er freundlicher, dafür aber auch kindischer als Greg. Häufig wird Rupert, auch vorsätzlich, von Greg ausgenutzt. Jedoch fällt Rupert dies nicht immer auf. Als er in Gregs Gegend gezogen ist, machte er Klopf-Witze. In der englischen Fassung heißt er Rowley. Im Laufe der Bücher kommt er mit Abigail zusammen, jedoch trennt sich diese wieder von ihm, da sie ihn nur benutzt hat, um ihren Ex-Freund wieder für sich zu gewinnen. Seine Eltern scheinen einigermaßen reich zu sein (sein Vater besitzt einen Pool), deswegen ist er etwas verwöhnt. Hin und wieder wird die Freundschaft zwischen den beiden gekündigt, und zwar immer von Rupert selbst. Am Ende versöhnen sich die beiden jedoch immer. Im Gegensatz zu Greg hat Rupert zu seinen Eltern ein ziemlich gutes Verhältnis.
- Frank und Susan Heffley sind Gregs Eltern. Frank will immer, dass Greg Sport treibt, und hat ein starkes Interesse am Amerikanischen Bürgerkrieg, zudem sondert er sich nur zu gerne vom Rest der Familie ab. Lediglich im 3. Band tut er Greg etwas gutes, nachdem dieser ihn unabsichtlich vor einen großen Peinlichkeit bei den Snellas rettet. Susan versucht eine gute Mutter und Ehefrau zu sein, aber oft ist sie Greg peinlich (z. B. hat sie Greg in Fitness-Klamotten seinen Schulranzen gebracht). Sie glaubt, dass der Zusammenhalt der Familie sehr wichtig ist, was sich in ihren Aussagen und Handlungen widerspiegelt. Susan ist sozial sehr engagiert und nimmt einige ehrenamtliche Tätigkeiten wahr.
- Manni Heffley ist Gregs kleiner Bruder, aber er bekommt immer eine besondere Behandlung von seinen Eltern und wird nie bestraft und macht ständig Gregs Sachen kaputt, worüber Greg sich aufregt. Er spricht fließend Spanisch. Er ist 2–6 Jahre alt. Für sein Alter scheint Manni jedoch teilweise schon recht intelligent und vorausschauend zu sein. In der englischen Fassung heißt er Manny.
- Rodrick Heffley ist Gregs größerer Bruder. Er ist 16–18 Jahre alt. Er hat eine Heavy-Metal-Band, die wegen seiner mangelnden Rechtschreibkenntnisse Folle Vindl (Volle Windel) heißt, welche sowohl von Frank als auch von Greg als furchtbar, aber von Susan, die gerne tanzt, als großartig gesehen wird. Der Name der Band lautet in der englischen Fassung Löded Diper (Loaded Diaper). Rodrick träumt davon, dass er mit seiner Band berühmt wird und dabei die Liebe seines Lebens findet (Heather Hills). Sänger der Band ist der 35-jährige Bill. Er erzählt Greg gerne Lügengeschichten, wie zum Beispiel, dass, wenn jemand den Kern einer Wassermelone verschluckt, in dessen Bauch dann eine Wassermelone wachse, was Greg sogar häufig als glaubhaft sieht. Rodrick ist zudem sehr schlecht in der Schule, mit Ausnahme von Buchbesprechungen, die allerdings immer Frank fast komplett für ihn erledigt, da Rodrick nicht tippen kann. Als Greg beispielsweise wegen seines sehr guten Halbjahreszeugnisses ins Café eingeladen wird, darf Rodrick auch mit, obwohl sein Zeugnis das genaue Gegenteil ist. Er schläft gerne bis zum Abendessen.
- Fregley ist der verhaltensgestörte Nachbar von Greg. Wenn Greg Rupert besuchen will, muss er an Fregley vorbei, der ihn immer nervt. Im 2., im 6., im 9. und im 12. Band kommt er nicht vor, im 1. Band heißt er Finley. Er darf keine Süßigkeiten essen, da er davon Anfälle bekommt, isst sie jedoch trotzdem regelmäßig.
- Robert und Linda Jefferson sind Ruperts Eltern. Mr Jefferson ist Architekt und scheint daher viel Geld zu haben. Daher ist die Familie Jefferson Mitglied in einem Golfclub. Allerdings mag Mr Jefferson Greg nicht, da Greg ihm häufig Streiche spielt. Er sieht Greg auch als schlechten Einfluss für seinen Sohn und lässt die beiden nur völlig gewaltfreie Videospiele wie Rennspiele spielen. Greg allerdings schafft es, seine Videospiele über die Hüllen von Mannis Lernspielen zu schmuggeln. Mrs Jefferson scheint Greg und dessen Mutter im Gegensatz zu Mr Jefferson zu mögen. Sie ist sehr um die Erziehung ihres Sohnes bemüht. Zum Beispiel möchte sie, dass sich Rupert stets gesund ernährt. So schneidet sie ihm immer Gemüse in seine Brownies. Mr und Mrs Jefferson sehen Rupert weiterhin als ein Kind an, laut Greg, da er Einzelkind ist. Wenn er Albträume hat, darf er auch bei ihnen im Bett schlafen.
- Sweetie (eigentlich Sweetheart) ist der Hund von Greg. Sweetie ist nicht sehr scharf auf ihn. Dafür ist er nahezu verliebt in Susan, die Sweetie nicht sehr oft beachtet. Nach einiger Zeit wird er zu Gregs Oma gebracht und dann nicht mehr oft erwähnt. Offenbar überfüttert sie ihn, da er in Band 8, laut Greg, „so aussieht wie ein Wasserball mit Beinen“.
- Das Schwein ist ein namenloses Ferkel, das Manni in Band 9 auf einem Jahrmarkt gewonnen hat. Da die Leute auf dem Jahrmarkt, inklusive der Familie Schwarzbart, ihnen verbieten, den Gewinn abzulehnen, gehört es ab da den Heffleys. Es zeigt sich als überraschend intelligent, so kann es u. a. Dosen öffnen und die Toilette benutzen. In Band 13 allerdings geht es wieder verloren.
- Mike Lerner ist ein relativ kleiner Junge, der als Gregs Mitschüler eher eine Nebenrolle spielt, wenn er nicht gerade für Streiche „benutzt“ wird (zum Beispiel: der „Unsichtbare Mike“) In der englischen Fassung, aber auch vereinzelt in den deutschen Büchern sowie den Filmen heißt er Chirag Gupta.
- Holly Hills ist eines der schönsten Mädchen in Gregs Jahrgangsstufe. Greg ist in sie verliebt, doch immer, wenn er sie ansprechen will, traut er sich doch nicht oder irgendetwas kommt dazwischen. Einmal war Greg sauer auf sie, weil sie ihn Fregley genannt hatte.
- Heather/Heidi Hills ist Hollys große Schwester. Von ihr wird im Buch nicht viel gesagt, außer dass sie wie ihre kleine Schwester auch sehr schön ist. Sie hatte im 2. Band einen zwischenzeitlichen Job als Ruperts Babysitter. In Band 4 ist sie Bademeisterin im öffentlichen Schwimmbad, außerdem ist Rodrick in sie verliebt.
- Bruce/Bryce Anderson ist der bei den Mädchen beliebteste Junge in Gregs Klasse, obwohl er sich in der Grundschule noch über sie lustig gemacht hat. Er hat viele „Freunde“ um sich, die ihm immer nachlaufen. Er veräppelt sie oft. Greg ist neidisch auf ihn.
- Gregs Opa/Opa Heffley ist der Opa von Greg, Manni und Rodrick, hat in dem Buch aber keinen richtigen Namen. Er wird im Buch selten erwähnt. Er ist verwitwet, Franks Vater und hat auch zwei andere Söhne, Joe und Gary. Nebenbei ist Gregory sein Lieblingsenkel, allerdings empfindet dieser seinen Großvater als peinlich, dennoch versucht er, es ihm immer recht zu machen. Im Gegensatz zu seinem ältesten Sohn Frank ist er ein gemütlicher, humorvoller Mann. Seine verstorbenen Frau könnte „Nana“ gewesen sein, die erst in Band 11 erwähnt wird. In Band 10 müssen Greg und sein Opa einmal zusammenarbeiten, um einen Wasserfleck zu beseitigen. Er ist ca. 75 Jahre alt. Trotz seines Alters versucht in seinem Altersheim, dem sogenannten „Rentnerparadies“, immer wieder Beziehungen mit anderen Seniorinnen. Gregs Onkel Charlie könnte sein Schwager sein.
- Gregs Oma ist Gregs, Mannis und Rodricks Großmutter. Sie wird selten erwähnt. Ihr Name ist unbekannt. Sie spielt gerne Bingo und hat Manni als Lieblingsenkel, was sie immer verneint. Sie ist Susans Mutter. Im Laufe der Bücher bekommt sie von Frank Sweetie geschenkt. Außer Susan hat sie noch vier weitere Töchter.
- Gammie Heffley, die Uroma von Manni, Gregory und Rodrick sowie die Großmutter von Frank, Joe und Gary und die Mutter von Opa Heffley, ist 95 Jahre alt und die älteste Person im Buch. Sie wird aber nicht oft erwähnt. Offenbar wird sie von ihren Enkeln und Urenkeln bei ihrem Vornamen statt „Oma“/„Uroma“ genannt. Ihr verstorbener Mann hieß Chester. Sie lebt seit ihrer Kindheit in demselben großen Haus.
- Joe Heffley ist der jüngere Bruder Franks und der zweite Sohn von Opa Heffley und somit Rodrick, Greg und Mannis Onkel. Er kommt genau nach seinem Vater, er ist meist locker und humorvoll. Er hat zwei Kinder, die beide kaum älter als Manni sind.
- Gary Heffley ist der jüngste Sohn von Opa Heffley. Er scheint deutlich jünger zu sein als seine Brüder, ist arbeitslos und hofft darauf, im Lotto zu gewinnen. Trotz seines jungen Alters war er bereits viermal verheiratet. Einmal zieht er zeitweise in Franks Haus ein, nachdem seine Wohnung gekündigt wurde. Frank kann Gary, aufgrund seines chaotischen Charakters, nicht besonders gut leiden.
- Peepaw ist Susans verwitweter Großvater mütterlicherseits (und damit der Vater von Gregs Oma) sowie Rodricks, Gregs und Mannis Urgroßvater mütterlicherseits. Er ist 93 Jahre alt. Sein echter Name wird nie genannt.
- Patty Farrell ist eine Klassenkameradin von Greg. Sie kann Greg nicht leiden und ist gemein zu vielen.
- Abigail Brown ist eine Mitschülerin von Greg und Rupert. Greg, Rupert und sie gingen gemeinsam zum Valentinstags-Ball der Junior Highschool. Greg glaubte jedoch, dass sie Windpocken habe, und rastete aus. Sie hat mit ihrem Freund Schluss gemacht, der sie angelogen hat. Rupert und sie sind seit dem Valentinsball zusammen. Sie kommt nur in Band 7 und 8 vor. Seit dem Vorfall auf dem Valentinsball kann sie Greg nicht ausstehen.
- Die Snellas sind eine Großfamilie, die neben den Heffleys gewohnt hat. Die Namen der Kinder sind Simon, Saul, Sam, Scott und Seth. Immer wenn eins ihrer Kinder ein halbes Jahr älter wird, laden sie ihre Nachbarn zu einer Party ein. Der unangenehme Höhepunkt der Partys ist, dass die Erwachsenen probieren müssen, das Kind zum Lachen zu bringen. Die Snellas filmen die meist erfolglosen Versuche, um die Bänder zu einer Show namens „Urks-Die Pannenshow“ zu schicken, in der Hoffnung, den Hauptpreis zu gewinnen. Nach Band 5 treten sie nicht mehr auf, da sie umgezogen sind, nachdem Greg sein Essen in die Topfpflanze im Wohnzimmer der Snellas gekippt hat und sie anfing, furchtbar zu stinken. In ihrem Haus lebt nun Mr. Alexander.
- Die Mingo-Kids sind Kinder, die Greg im Wald attackieren. Sie kommen nur in Band 8, 10 und 13 vor.
- Alex Aruda ist ein Streber aus Gregs Klasse. Er wird in den ersten drei Teilen, im achten und im 18. Teil genannt.
- Mr. Schwarzbart ist der Vater der Familie, die den Heffleys während ihres Roadtrips (Band 9) immer begegnet. Wie er wirklich mit Nachnamen heißt, weiß man nicht. Seine Familie ist rücksichtslos. So fahren seine Kinder im Motel mitten in der Nacht ständig mit einem Putzwagen gegen die Wand.
- Jaco/Joshie ist der Lieblings-Pop-Sänger von Rupert. Sein Motto: „Respektiere deine Eltern und folge deinen Träumen.“ Mit Ausnahme von Rupert bestehen seine Fans überwiegend aus siebenjährigen Mädchen.
- Albert Sandy ist ein Schüler an Gregs Tisch in der Cafeteria, der gerne fragwürdige Geschichten erzählt, wie zum Beispiel, dass man von einem Moskito ausgesaugt werden könnte.
- William „Bill“ Walter ist der Sänger von Folle Vindl sowie das einzige Mitglied, das nicht mehr zur High School geht. Er ist bereits 35, jedoch arbeitslos und lebt im Keller seiner Oma. Nachdem im 17. Band Gitarrist Mackie sowie Bassist Drew die Band verlassen, geht er zunächst auch und wird Ersatzsänger der Band Stank. Nachdem diese jedoch die Schlacht der Bands verliert, kehrt er zu Folle Vindl zurück. Er scheint zudem Multiinstrumentalist zu sein, da er u. a. Gitarre und Klavier spielt.
- Metallichihuahua ist die Lieblingsband Rodricks. Der Name ist eine Anspielung auf Metallica. Sie besteht aus Sänger und Bassist Stewart Taylor junior, Leadgitarrist Wayne Barnes, Bassist und Rhythmusgitarrist Warwick Sprinter und Schlagzeuger Sebastian Sleeves. Sie war sehr erfolgreich, als Bill noch ein Kind war, nach einigen schlechten Marketing-Strategien löste sie sich jedoch auf. Stewart veröffentlichte dann ein Weihnachtsalbum, das jedoch floppte, und wurde dann Anwalt, Warwick blieb im Musikbusiness und gab weiterhin Veranstaltungen, Wayne machte eine Ausbildung zum Polizisten und Sebastian zog sich komplett von der Öffentlichkeit zurück und verlor den Strom in seinem Haus. Zur Schlacht der Bands treffen sie sich zufällig und spielen nach 25 Jahren wieder zusammen. Dadurch gewinnen sie die Schlacht der Bands zum zweiten Mal und gehen wieder auf Tour.

## Filme
Die Buchreihe dient als Vorlage für den US-amerikanischen Spielfilm Gregs Tagebuch – Von Idioten umzingelt!, der am 19. März 2010 in den amerikanischen Kinos anlief, in Deutschland war der Kinostart am 16. September 2010. Am 2. Juni 2011 kam der zweite Teil der Tagebuchreihe mit dem Titel Gregs Tagebuch 2 – Gibt’s Probleme? in die deutschsprachigen Kinos, der auf dem zweiten Buch der Reihe basiert. Der dritte Teil Gregs Tagebuch 3 – Ich war’s nicht! wurde ab dem 20. September 2012 in den deutschsprachigen Kinos gezeigt.
2017 folgte Gregs Tagebuch 4 – Böse Falle!. Für diesen auf dem neunten Band basierenden Film wurde eine neue Besetzung eingesetzt.
In den ersten drei Filmen ist Zachary Gordon der Hauptdarsteller von der verfilmten Ausgabe des Comic-Romans, 2017, im vierten Teil spielt Jason Drucker den Schüler.
2021 erschien der animierte Film Gregs Tagebuch – Von Idioten umzingelt , im Jahr darauf folgte Gregs Tagebuch 2 – Gibt’s Probleme?. 2023 erschien der animierte Film Gregs Tagebuch zu Weihnachten: Keine Panik! auf Disney+.

## Spiele
Im Oktober 2013 erschien im Verlag Winning Moves ein TOP TRUMPS Gregs Tagebuch Kartenspiel.

## Auszeichnungen
- Favorite Book der Nickelodeon Kids’ Choice Awards 2010, 2011, 2012, 2014, 2015, 2016